# UB40
UB40 so britanska pop-reggae skupina, ustanovljena leta 1978 v angleškem mestu Birmingham.
Skupina se je proslavila predvsem z izvajanjem priredb pop in reggae hitov ter sodi med prodajno najuspešnejše skupine vseh časov, s prodanimi približno 70 milijoni izvodov albumov (po nekaterih podatkih celo 120 milijonov).

## Zgodovina
Ustanovni člani, brata Robin in Ali Campbell, Mickey Virtue, Brian Travers, Jim Brown, Earl Falconer, Norman Hassan ter Terence »Astro« Wilson, so se spoznali v šoli. Skupini so dali ime po oznaki obrazca za zahtevek za denarno socialno podporo takratnega vladnega Ministrstva za zdravje in socialno varstvo (kratica za Unemployment Benefit, form 40). Prvo leto so igrali po lokalih in izpopolnjevali svoj slog. Njihov prvi preboj se je zgodil, ko jih je v pubu videla Chrissie Hynde in jim ponudila da spremljajo njeno skupino The Pretenders na turneji kot predskupina. Kmalu za tistem je pri majhni neodvisni založbi Graduate Records izšel njihov prvi singl s skladbama »King« in »Food for Thought«, ki se je uvrstil med deset najbolje prodajanih singlov na britanski lestvici.
29. avgusta 1980 je izšel njihov prvenec, album Signing Off, s katerim so nadaljevali socialni motiv - na naslovnici je omenjeni obrazec za zahtevek za socialno podporo s štampiljko »SIGNING OFF« (odjava), družbenokritična pa so tudi besedila nekaterih pesmi na njem. Album je postal velik hit in se uvrstil na drugo mesto britanske lestvice ter se na njej obdržal 71 tednov. Naslednji album, Labour of Love iz leta 1983, je vseboval priredbe znanih skladb. Največja uspešnica z albuma, priredba »Red Red Wine« Neila Diamonda, se je uvrstila na vrh lestvic singlov v Združenem kraljestvu, prav tako pa tudi album na vrh britanske lestvice albumov. Manj uspešen je bil nastop na ameriškem trgu, kjer se je šele priredba skladbe »I Got You Babe« dueta Sonny & Cher iz leta 1985 uvrstila na lestvico singlov. Preboj v ZDA jim je uspel šele po nastopu na koncertu, posvečenem Nelsonu Mandeli leta 1988 v Londonu, ki so ga prenašale televizijske postaje po vsem svetu. Takrat so radijske postaje ponovno pričele vrteti »Red Red Wine«, ki je prišel vse do vrha ameriške lestvice.
Skupina je nadaljevala z ustvarjanjem izvirnih skladb, za njihov uspeh pa so zaslužne predvsem reggae predelave starejših hitov, med katerimi izstopa Elvisov »Can't Help Falling in Love«, ki je bil sedem tednov na vrhu ameriške lestvice singlov. Izšlo je več albumov priredb iz serije Labour of Love in drugi, med njimi Homegrown iz leta 2003. Na njem je bil britanski hit, priredba gospela »Swing Low Sweet Chariot«, ki so ga posneli v sodelovanju z zborom United Colours of Sound in je bil izbran za himno svetovnega prvenstva v ragbiju tistega leta.
Zadnji album z izvirno zasedbo je bil TwentyFourSeven. Leta 2008 sta skupino zaradi nezadovoljstva nad upravljanjem s financami zapustila frontman in ustanovni član Ali Campbell ter klaviaturist Mickey Virtue. Campbella je v vlogi frontmana zamenjal njegov brat Duncan, s katerim je skupina nadaljevala s koncertiranjem in posnela četrtega v seriji albumov priredb, Labour of Love 4, a finančne težave so se kopičile. Založba DEP International, ki so jo ustanovili člani skupine, je bila maja 2008 zaradi dolgov likvidirana. Oktobra 2011, ravno v času, ko je skupina prejela priznanje britanskega društva glasbenih izvajalcev - spominsko ploščo v pubu, kjer so imeli prvi koncert, je sodišče razglasilo bankrot Traversa, Browna, Oswalda in Hassana.
Zdaj obstajata dve frakciji, Duncanova skupina nosi ime UB40, Ali pa z Mickeyjem Virtueom in Terenceom Wilsonom nastopa pod imenom UB40 Featuring Ali, Astro & Mickey. Duncan je skupino UB40 zapustil junija 2021 zaradi možganske kapi, ki jo je utrpel avgusta 2020.
Avgusta 2021 je po daljši srčni bolezni umrl Brian Travers.

## Diskografija

### Studijski albumi
- Signing Off (1980)
- Present Arms (1981)
- UB44 (1982)
- Labour of Love (1983)
- Geffery Morgan (1984)
- Baggariddim (1985)
- Rat in the Kitchen (1986)
- UB40 (1988)
- Labour of Love II (1989)
- Promises and Lies (1993)
- Guns in the Ghetto (1997)
- Labour of Love III (1998)
- Cover Up (2001)
- Homegrown (2003)
- Who You Fighting For? (2005)
- TwentyFourSeven (2008)
- Labour of Love IV (2010)

### Kompilacije
- The Singles Album (1982)
- More UB40 Music (1983)
- The UB40 File (1985)
- The Best of UB40 - Volume One (1987)
- Labour of Love, Volumes I and II (1994)
- The Best of UB40 - Volume Two (1995)
- UB40 Present the Dancehall Album (1998)
- The Very Best of UB40 1980-2000 (2000)
- UB40 presents the Fathers of Reggae (2002)
- Labour of Love, Volumes I, II and III - The Platinum Collection (2003)
- The Best Of UB40, Volumes 1 & 2 (2005)
- Love Songs (2009)
- Best of Labour of Love (2009)

### Koncertni albumi
- UB40 Live (1983)
- UB40 CCCP: Live in Moscow (1987)
- UB40 Present the Dancehall Album (1998)
- Live at Montreux 2002 (2007)
- The Lost Tapes — Live at the Venue 1980 (2008)
- lIVE 2002 Arena: 12/12/2009 (2009)